# Wandering Spirit
Wandering Spirit è il terzo album solista di Mick Jagger, pubblicato nel 1993 dall'Etichetta Atlantic Records

## Tracce
Tutte le tracce sono state scritte da Mick Jagger eccetto dove è indicato
1. Wired All Night
2. Sweet Thing
3. Out of Focus
4. Don't Tear Me Up
5. Put Me in the Trash (Jagger e Jimmy Rip)
6. Use Me (Bill Withers)
7. Evening Gown
8. Mother of a Man
9. Think (Lowman Pauling)
10. Wandering Spirit (Jagger e Rip)
11. Hang on to Me Tonight
12. I've Been Lonely for so Long (Posie Knight e Jerry Weaver)
13. Angel in My Heart
14. Handsome Molly (Tradizionale)